# Сергеенкова, Мария Васильевна
Мария Васильевна Сергеенкова (род. 13 февраля 1975, Ленинград) — российский режиссёр монтажа, режиссёр, сценарист, креативный продюсер.

## Биография
Родилась 13 февраля 1975 года в Ленинграде.
В 1998 году окончила Санкт-Петербургскую Государственную Академию Культуры, факультет — режиссура кино.
Дипломный короткометражный фильм «Глаза голубой собаки» — лауреат премий ряда российских кинофестивалей студенческого и непрофессионального кино и международного кинофестиваля «UNICA» (Австрия). С 1998 года начала самостоятельно монтировать кино. В 2008 году получила первую Золотой орёл (кинопремия). С 2009 года Союз кинематографистов России. С 2013 года Член Гильдии Кинорежиссёров.
С 2018 года — куратор курса режиссуры монтажа в Московской школе кино.

### Режиссёрская работа
В 2013 году сняла свой первый телефильм «Разрешите тебя поцеловать… на свадьбе». В 2014 году совместно с И. С. Угольниковым сняла киноальманах «Первая мировая война».

### Продюсерская работа
В 2021 году выступила в качестве креативного продюсера в фильме «Ёлки 8» (прод. Т. Бекмамбетов), а в 2022 году — в фильме «Дихотомия» (прод. О. Погодина).

### Личная жизнь
Замужем за Эдуардом Радзюкевичем с 15 июля 2022 года.

## Работа сценариста
- «Всё включено 2», реж. Э. Радзюкевич, фильм, 2013
- «Мистер Нокаут», реж. А. Михалков, 2022

## Работа режиссёра монтажа
1. «Империя под ударом» сериал, 1 канал, 2000 детектив
2. «Спецназ» сериал, 1 канал, реж А. Малюков 2001 боевик
3. «Спецназ по-русски» к\к, реж. С. Мареев 2002 комедийный боевик
4. «Спецназ-2» сериал, 1 канал, реж А. Малюков 2002 боевик
5. «Диверсант» сериал, 1 канал, реж А. Малюков 2003 боевик
6. «Монетка» телефильм, реж. Татарский 2003 мелодрама
7. «Ночной продавец» к\к реж. В. Рожнов 2004 комедия
8. «Грозовые ворота» сериал, 1 канал, реж А. Малюков 2004 боевик
9. «Ленинград» к\к + сериал, 1 канал, реж А. Буравский 2005 драма
10. «Русская игра» к\к реж. П. Чухрай 2006 комедия
11. «Красный жемчуг любви» к\к прод. Е. Яцура 2007 мелодрама
12. «Мы из будущего» к\к + сериал, «Россия», реж. А. Малюков 2007 боевик
13. «Никто не знает про секс-2» к\к реж. А. Гордеев 2007 комедия
14. «Ваша остановка, мадам» телефильм, мелодрама 2008
15. «Преступная страсть» телефильм, реж. В Рожнов 2008 мелодрама
16. «Настоящая любовь» телефильм реж. С. Мареев 2008 мелодрама
17. «Стерва для чемпиона» реж. С. Гинзбург лирическая комедия про бокс
18. «Путь» к\к, реж Пасечник 2008
19. «Наша раша, яйца судьбы» " к\к реж. Г. Орлов 2009 комедия
20. «Поединки: Счастье разведчика» телефильм, реж А. Сидоров, прод. Майя Тоидзе, 2009 драма
21. «Брестская крепость» к\к + сериал, реж. А. Котт 2010 военная драма
22. «История летчика» сериал, тк «Россия», реж. Е. Николаева, 2010
23. «Дети саванны» док фильм реж. С. Ястрежембский 2011
24. «Чабаны» док фильм, реж Р. Исмаилов, 2010
25. «All inclusive или все включено» к\к реж. Э. Радзюкевич 2011 комедия
26. «Жизнь и приключения Мишки Япончика» сериал, 1 канал, реж. С. Гинзбург, прод. В. Ряшин. «Стармедиа» 2011
27. «Сделано в СССР» сериал, тк «Россия», реж. В. Островский 2012 драма
28. «Жених», телефильм, тк «Россия», реж. С. Мареев 2012 мелодрама
29. «Зонентау», сериал, тк «Россия», реж. К. Оганесян 2012 драма
30. «Дело было в Харбине», сериал, тк «Россия» Л.Зисман, 2012 (в сотрудничестве с О. Прошкиной)
31. «Камень», к\к, реж. 2012
32. «Большая ржака» к\к, продюсер В.Малой 2012
33. «Золото» к\к реж. Мармонтов, продюсер С. Безруков 2012
34. «Продавец игрушек», к\к, реж. Ю. Васильев 2013
35. «Запах вереска», к\к продюсер Е. Миронов 2013
36. «Мексиканские похождения Максимыча», т/ф, тк «Россия», реж Воронков
37. «Самая лучшая девушка Кавказа» продюсер С. Бондарчук
38. «Новогодняя СМСка» телефильм, тк ТВЦ, реж. О. Погодин
39. «All inclusive или все включено-2» к\к реж. Э. Радзюкевич 2013 комедия
40. «Полярный рейс» к\к, реж. С. Чекалов, 2013
41. «Около футбола», к\к реж. А. Бараматов, 2013
42. «Разрешите тебя поцеловать… на свадьбе», телефильм, ТВЦ, 2013
43. «Григорий Р» сериал, 1 канал реж. А. Малюков, прод. «Марс Медиа», драма, 2014
44. «Путь домой» сериал, реж. О. Доброва-Куликова, мелодрама, 2014
45. «Клетка» к/к, реж. Э. Архангельская, драма прод. Ю.Арабов, 2015
46. «Батальон» к/к реж. Месхиев, прод. И. Угольников, драма + сериал 4 серии, 2014
47. «Первая мировая война» альманах, прод. И. Угольников, драма, 2015
48. «Полное превращение» к/к реж. Филипп Коршунов прод. Павел Санаев, Каро-продакшен, 2015
49. «Орден» к/к реж Алексей Быстрицкий, прод. Н. Будкина «Талан», драма, в прокат не вышел.
50. «Райские кущи» реж. А.А Прошкин, прод. Н. Будкина «Талан», драма, 2015
51. «Любовь прета-порте» к/к реж. Макс Нардари, прод. «GlobeFilms» и «Пиманов и партнеры» ,2016
52. «SOS, Дед Мороз!» к/к реж. Арман Геворгян, прод. М. Спектор, 2016
53. «Балтийское танго» к/к реж. П. Г. Чухрай, прод. С.Еремеева «Слон», драма, 2016
54. «Бортко: о любви» к/к реж. В. В. Бортко, мелодрама, 2016
55. «Салют-7» к/к реж. К. Шипенко, прод. С.Сельянов, 2016
56. «Первые» к/к, реж. Д. Суворов, прод. Ю. Обухов, 2017, драма
57. «Графомафия», к/к реж. В. Зайкин, прод. М. Балашова, комедия, 2017
58. «Депутат», пилот сериала, реж. Э. Радзюкевич, прод. С. Торчилин
59. «Форс-мажор», сериал НТВ, реж. А. Жигалкин, комедия, ещё не вышел в эфир.
60. «Большое небо», сериал НТВ, реж. В. Николаев, прод. Д. Файзиев, мелодрама, 2018
61. "Остаться в живых"сериал 1 канал, реж. А. Малюков, прод. В.Ряшин, драма, 2018
62. «Несокрушимый» к/к, реж. К. Максимов, прод. А. Пиманов, О.Погодина, драма 2018
63. «Тобол» к/к, сериал 1 канал, реж. И.Зайцев, прод. О.Урушев, историческая драма 2019
64. «Подольские курсанты» к/к, реж. В. Шмелев, прод. И. Угольников. Эшен, драма. 2020
65. «Учености плоды» к/к, реж И. Угольников, прод. И. Угольников, историческая драма, 2020
66. «Мистер нокаут» к/к, реж. А. Михалков, 2022
67. «От печали до радости» к/к реж. Э. Пари, прод. Ф. Добронравов, 2020
68. «Соври мне правду» к/к реж. и прод. О. Акатьева,
69. «За час до рассвета» сериал, НТВ, реж. И. Зайцев, прод. В. Островский, Г. Шабанов, 2021
70. «Елки 8», к/к, прод. Т.Бекмамбетов, 2021
71. «Семенов» к/к, прод «Проспект Мира», 2021
72. «Предпоследняя инстанция», сериал, ТНТ, 2021
73. «Ваша честь», сериал, реж. К. Статский, 2021
74. «Хочу замуж», к/к, прод «ЕллоуБлек энд Вайт», 2022
75. «Дихотомия», к/к, прод. О. Погодина, 2022
76. «Ринг за колючей проволокой», прод. «ТритТ», д/к, 2022
77. «Мой папа-вождь», к/к, реж. Е. Кончаловский, 2022
78. «Жанна», к/к, реж. К. Статский. Прод. Е. Миронов 2022
79. «Я читаю» к/к, реж. О. Акатьева, прод. О. Акатьева, 2022

## Премии и награды
- Лауреат премии национальной академии кинематографических искусств и наук России «Золотой орел» 2008 за монтаж фильма «МЫ ИЗ БУДУЩЕГО»
- Лауреат премии национальной академии кинематографических искусств и наук России «Золотой орел» 2010 за монтаж фильма «БРЕСТСКАЯ КРЕПОСТЬ»[4]
- Лауреат премии национальной академии кинематографических искусств и наук России «Золотой орел» 2015 за монтаж фильма «БАТАЛЬОН»
- Лауреат премии национальной академии кинематографических искусств и наук России «Золотой орел», 2017 за монтаж фильма «САЛЮТ-7»[5]
- Приз за лучший монтаж Мумбайского международного кинофестиваля, фильм «БАТАЛЬОН», 2015
- Лауреат премии Ассоциации продюсеров кино и телевидения «АПКиТ», 2017 за монтаж фильма «Батальон»
- Лауреат премии Венесуэльского международного кинофестиваля «Пять континентов» за лучший монтаж, фильм «Подольские курсанты», 2021